# میمون پشمالوی قهوه‌ای
میمون پشمالوی قهوه‌ای (نام علمی: Lagothrix lagotricha) نام یک گونه از سرده میمون پشمالو است.